# Skala dychotomiczna
Skala dychotomiczna – rodzaj skali pomiarowej, szczególny przypadek skali nominalnej. Zmienne są na skali dychotomicznej, gdy przyjmują tylko dwie wartości. Zmienne dychotomiczne nazywa się również zmiennymi binarnymi lub dwumianowymi (nie należy jednak ich mylić ze zmiennymi mającymi rozkład dwumianowy). 
Przykłady zmiennych dychotomicznych: płeć, odpowiedzi na pytania tak/nie.
Zmienną nominalną można przekształcić w ciąg zmiennych dychotomicznych za pomocą binaryzacji. Jeżeli powstałe w ten sposób zmienne przyjmują wartości zero i jeden, taka praktyka nazywana jest dummy coding, a same zmienne nazywane są zmiennymi sztucznymi. 
Istnieją specjalne metody statystyczne dostosowane do skali dychotomicznej, np. współczynnik fi, tablica pomyłek albo statystyka chi kwadrat. Powstało też wiele metod przewidujących wartości zmiennych na tej skali, np. regresja logistyczna, drzewa klasyfikacyjne.
W odróżnieniu od innych zmiennych na skali nominalnej, do zmiennych dychotomicznych można też stosować niektóre metody dostosowane do skali ilorazowej.